# Port Charlotte (distillerie)
Pour les articles homonymes, voir Port Charlotte.
Port Charlotte est une ancienne distillerie de whisky située sur l’île d'Islay, sur la côte ouest de l’Écosse qui devait initialement ouvrir courant 2009, avant de voir son ouverture repoussée à une date inconnue en raison de la crise financière mondiale. Fondée par la distillerie voisine de Bruichladdich, elle s'est établie à Port Charlotte dans les bâtiments de l'ancienne distillerie Loch Indaal fermée en 1929.
Son équipement provient de l'ancienne distillerie d'Inverleven à Dumbarton qui a été démolie en 2003.
Les whiskies de la marque Port Charlotte sont distillés au sein de la distillerie Bruichladdich.

## Histoire

### La distillerie Lochindaal (1829-1929)

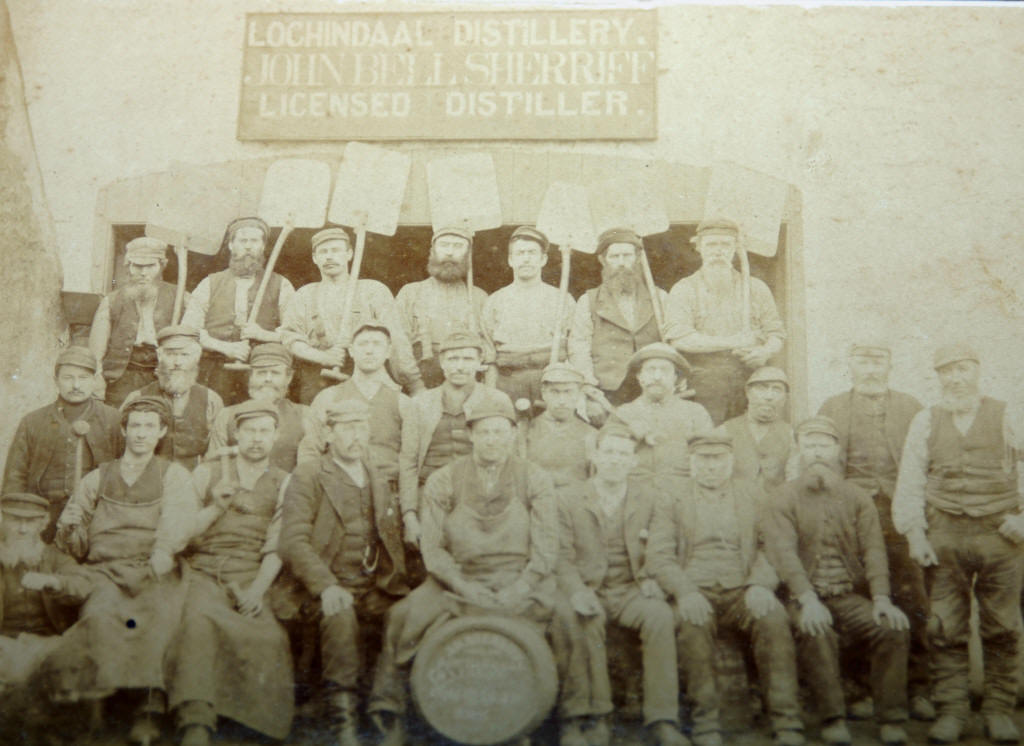
Employés de la distillerie Lochindaal entre 1855 et 1895.

Située au cœur du village de Port Charlotte, la distillerie Lochindaal a été fondée en 1829 par Colin Campbell. Elle porte le nom du loch marin situé au nord de l'île, le Loch Indaal. Durant cent ans elle voit se succéder à sa tête de nombreux propriétaires avant de fermer finalement en 1929, à la suite de l'instauration de la Prohibition aux États-Unis. Ses bâtiments demeurent toutefois intacts, abritant notamment un garage et une auberge de jeunesse.

### La distillerie Port Charlotte (depuis 2009)
En 2003, l'annonce de la démolition de la distillerie d'Inverleven donne l'idée à Jim McEwan, directeur de la production chez Bruichladdich, de racheter l'appareil de production pour le ré-implanter sur Islay. Aidé d'une dizaine d'ouvriers, il le démonte pièce par pièce et le transfère par barge sur l'île. L'annonce officielle de ce projet est faite le 2 mars 2007 dans un communiqué de presse de Bruichladdich